# جوسيف إبراهيم
جوسيف إبراهيم (بالسويدية: Josef Ibrahim)‏ (و. 1991  م) هو لاعب كرة قدم، من السويد، ولد في السويد، يلعب كمهاجم.

## روابط خارجية
- جوسيف إبراهيم على موقع اتحاد السويد (السويدية)
- جوسيف إبراهيم على موقع قاعدة بيانات كرة القدم.إي يو (الإنجليزية)
- جوسيف إبراهيم على موقع Soccerway.com (الإنجليزية)